# Can Galceran
Can Galceran es un monumento protegido como bien cultural de interés local del municipio de Calella (Barcelona). Los dos nombres de la casa tienen origen a la figura de Albert Giol y Galceran (1858-1945), investigador y estudioso de la ciudad de Calella. Sus padres se llamaban Salvador Giol y Carreras y Catalina Galceran y Plan. Al cabo de diecinueve años, muerta la heredera de Can Galceran, el patrimonio pasó en la casa solariega materna: casa Galceran, que tenía propiedades en las afueras, en el lado del arroyo. Hoy el interior de la casa está vacía y solo se utiliza la planta baja, que ha sido adaptada para un bar.
Edificio de planta baja, piso y  desván. Tiene el tejado a cuatro vertientes, aunque hoy ha quedado maltrecha con las construcciones vecinas. La ventana principal de sobre el portal no tiene columnita, pero conserva un capitel adherido a la dintel. La que está situada a mano izquierda de esta última, presenta balcón y está rodeada de moldura. No tiene decoración gótica. El portal es redondo y adovelado (20 dovelas). Encima del portal, y a la altura de la buhardilla, hay un matacán. La obra es de piedra utilizando sillares.